# Charlotte Mason
Charlotte Maria Shaw Mason (1 de janeiro de 1842 - 16 de janeiro de 1923) foi uma educadora e reformadora britânica na Inglaterra na virada do século XX. Ela propôs basear a educação das crianças em um currículo amplo e liberal. Ela trabalhou por cinco anos com Fanny Trevor no Bishop Otter College.
Charlotte Mason nasceu no vilarejo de Garth perto de Bangor, no extremo noroeste do País de Gales, perto de Caernarfon . Garth foi agora incorporado à moderna cidade de Bangor. Filha única, ela foi educada principalmente em casa pelos pais.
Mason lecionou por mais de dez anos na Davison School em Worthing, Inglaterra. Durante este tempo ela desenvolveu a ua visão de “uma educação liberal para todos”.
Mason obteve um cargo em 1874 no Bishop Otter Teacher Training College sob a direção da Lady Principal de Fanny Trevor em Chichester. Lá trabalhou até 1878 como Governanta Sênior e deu uma série de palestras sobre a educação de crianças menores de 9 anos, posteriormente publicadas na forma de uma livro: Educação no Lar (1886).
Entre 1880 e 1892, Mason escreveu uma popular série de geografia chamada The Ambleside Geography Books:
- Geografia Elementar: Livro I  (1881)
- O Império Britânico e as Grandes Divisões do Globo: Livro II   (1882)
- Os condados da Inglaterra: Livro III  (1881)
- Os países da Europa, suas paisagens e povos: Livro IV   (1883)
- O Velho e o Novo Mundo: Ásia, África, América, Austrália: Livro V (1884)

Ela foi cofundadora da União Educacional Nacional dos Pais (PNEU), uma organização que fornecia recursos aos pais que educavam seus filhos em casa. Ela lançou e atuou como editora-chefe da Parents' Review para manter contato com os membros do PEU.
Em 1890 ela conheceu Henrietta Franklin, no que outros consideram a "experiência inspiradora" da vida de Franklin. Em 1892, Franklin abriu a primeira escola em Londres baseada nos princípios de Mason. Em 1894, Franklin tornou-se secretária da renomeada União Educacional Nacional dos Pais e realizou palestras nas principais cidades da América, Europa e África do Sul. Ela dedicou seu próprio dinheiro à causa e foi porta-voz de Charlotte Mason. A biografia de Franklin cita que a continuidade das operações do PNEU dependia dela.

## Ambleside

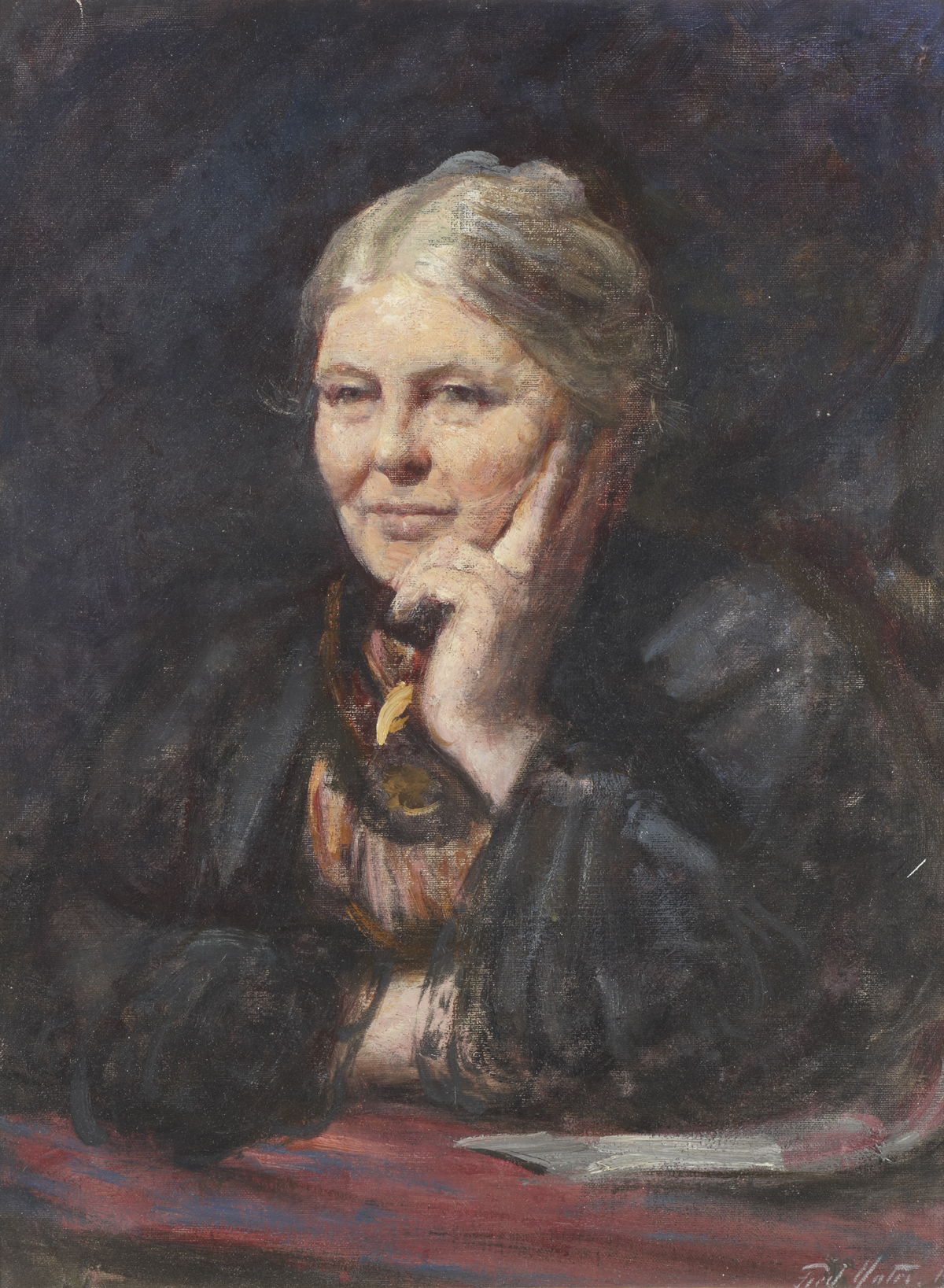
Charlotte Mason - pintada em 1902 por Frederic Yates

Mason mudou-se para Ambleside, Inglaterra, em 1891 e fundou a Casa de Educação (House of Education), uma escola de formação para governantas, educadores e outras pessoas que trabalhavam com crianças pequenas. Em 1892, a União Educacional dos Pais adicionou a palavra "Nacional" ao seu título para se tornar a União Educacional Nacional dos Pais (PNEU). Uma Escola de Revisão de Pais foi formada (mais tarde conhecida como Escola da União de Pais), na qual as crianças eram ensinadas de acordo com a filosofia e os métodos educacionais de Mason.
Mason escreveu e publicou vários outros livros desenvolvendo e explicando suas teorias de educação:
- Pais e Filhos : [8] Pais e Filhos é uma coleção de seus artigos e ensaios publicados anteriormente em várias fontes.
- Educação escolar : [9] descreve seus métodos para educar crianças de aproximadamente 9 a 12 anos.
- Nossos Corpos, Nossas Almas,[10] também foi publicado em 1904. Nele, Mason dirigiu-se diretamente às crianças, ou aos pais para lerem em voz alta com os filhos, para ajudá-los a aprender a examinar-se e a desenvolver elevados padrões morais e autocontrole. A primeira parte é para menores de 16 anos. O segundo livro de Nossos Corpos, Nossas Almas foi escrito para estudantes com mais de 16anos.[11]
- Formação do Caráter,[12] publicado no ano seguinte, em 1905, foi desenvolvido a partir de uma revisão de volumes anteriores. Mason explicou no prefácio do volume 5 (Formação do Caráter) que "Ao editar Educação no Lar e Pais e Filhos para a Série 'Educação Domiciliar', a introdução de muitos assuntos novos tornou necessária a transferência de uma parte considerável do conteúdo daqueles dois membros da série deste volume, Alguns Estudos na Formação do Caráter." Seu objetivo com este volume, disse ela, era demonstrar como seus métodos deveriam ajudar as crianças a desenvolver e fortalecer naturalmente bons traços de caráter.

“Podemos não fazer do caráter nosso objetivo consciente”, escreveu ela, mas acreditava que pais e professores deveriam “fornecer à criança o que ela precisa em termos de instrução, oportunidade e ocupação saudável, e seu caráter cuidará de si mesmo: pois as crianças normais são pessoas de boa vontade, com desejos honestos de pensar e viver corretamente. Tudo o que podemos fazer é ajudar uma criança a se livrar de algum obstáculo – um mau humor, por exemplo – que provavelmente estragará sua vida."
O último livro de Mason, Rumo a uma Filosofia da Educação foi publicado em 1923, quase quarenta anos depois de seu primeiro livro. Foi escrito principalmente para abordar a aplicação de seus métodos e princípios com estudantes do ensino médio, mas ela também revisou um resumo de seus princípios e, em alguns casos, revisou e refina o que havia escrito em volumes anteriores. Muitos educadores domiciliares que leem seus volumes recomendam começar pelo volume 6.
Além da série de geografia e seus seis volumes sobre educação, Mason também escreveu e publicou uma obra de seis volumes chamada O Salvador do Mundo (publicada entre 1908–14), um estudo em versos da vida e dos ensinamentos de Jesus.
Ao longo dos anos entre a publicação dos volumes 1 e 6 de sua série educacional, outras escolas adotaram sua filosofia e métodos. O estabelecimento de Ambleside tornou-se uma escola de formação de professores para abastecer todas as Escolas da União de Pais que estavam surgindo, bem como para ajudar nos programas de correspondência oferecidos aos pais britânicos que viviam no exterior e educavam seus filhos. A escola treinou mulheres jovens de acordo com os métodos de Mason, tanto nos lares quanto nas escolas. Mason passou seus últimos anos supervisionando esta rede de escolas dedicadas a “uma educação liberal para todos”.
Após sua morte, a escola de treinamento foi desenvolvida como Charlotte Mason College e administrada pela Autoridade Educacional Local de Cumbrian . Na década de 1990, devido à pressão financeira, tornou-se a décima faculdade da Universidade de Lancaster . Um relatório desfavorável do Ofsted quatro anos depois levou a uma fusão com o St Martin's College, e este se tornou o campus Ambleside do St Martin's College.
Os edifícios fazem agora parte da Universidade de Cumbria e de um centro de saúde . Há também um museu anexo. Em março de 2008, a Universidade anunciou planos para encerrar a formação de professores em Ambleside e desenvolver o campus para trabalhos de pós-graduação e um centro de conferências.
A filosofia da educação de Mason é provavelmente melhor resumida pelos princípios dados no início de cada livro mencionado acima. Dois lemas-chave retirados desses princípios são “A educação é uma atmosfera, uma disciplina, uma vida” e “A educação é a ciência das relações”. Ela acreditava que as crianças já nascem pessoas e devem ser respeitadas como tal; eles também deveriam aprender o Caminho da Vontade e o Caminho da Razão. Seu lema para os alunos era "Eu sou, posso, devo, irei". Segundo Mason, as crianças têm um amor natural pela aprendizagem e ela elaborou estratégias que facilitaram isso através da criação de uma atmosfera de aprendizagem positiva. Ela acreditava que as crianças deveriam ser alimentadas com as melhores ideias, que ela chamava de “alimento para a mente”. Ela acreditava que mesmo as crianças mais novas deveriam receber “ideias revestidas de fatos” à medida que ocorressem, histórias inspiradoras e pensamentos dignos. Sua abordagem é centrada na criança e focada nas artes liberais. Também enfatiza mais conceitos (ideias) do que fatos. Hoje, é possível encontrar currículos de educação domiciliar inspirados em Charlotte Mason em muitas áreas, incluindo matemática e ciências.
Mason deu grande ênfase à leitura de literatura de alta qualidade e cunhou a frase "livros vivos" para denotar aqueles escritos que "despertam a imaginação da criança pelo tema abordado".

## Escotismo
Charlotte Mason foi a primeira pessoa a perceber o potencial educativo do Escotismo aplicado às crianças. Em abril de 1905, ela adicionou Aids to Scouting, de Robert Baden-Powell, ao programa da Parents' Union School. Mais tarde, Baden-Powell deu crédito a uma governanta treinada por Mason, juntamente com a reputação da própria Mason, por sugerir as possibilidades educacionais do Escotismo. Isto, entre outras influências, levou ao Escotismo para Meninos e à formação do movimento Escoteiro.
Mason e os seus professores organizaram a União Escoteira de Pais para rapazes e raparigas de todo o país, tanto os educados em casa como os que frequentam escolas que utilizam o sistema PNEU. Quando as Girl Guides foram estabelecidas, Mason sugeriu que os PU Scouts se fundissem com organizações nacionais para meninos e meninas, respectivamente.

## Publicações
Charlotte escreveu vários livros na última parte de sua vida, principalmente sobre os temas Educação e Geografia.
- Série Educação Domiciliar - Vol 1, Educação no Lar
- Série Educação Domiciliar - Vol 2, Pais e Filhos
- Série Educação Domiciliar - Vol 3, Educação Escolar
- Série Educação Domiciliar - Vol 4, Nossos Corpos, Nossas Almas
- Série Educação Domiciliar - Vol 5, Formação do Caráter
- Série Educação Domiciliar - Vol 6, Rumo a uma Filosofia da Educação
- Geografia Elementar
- Poesia: O Salvador do Mundo
- Arquivo de artigos da revista Revisão dos Pais

## Mason vs. Educação Clássica Moderna
- Algumas versões do movimento de educação clássica colocam menos ênfase nas artes, especialmente nas artes visuais, embora outros educadores cristãos clássicos, como George Grant,[23] se baseiem fortemente nos insights de ambas,Charlotte Mason e Dorothy L. Sayers.[24]
- A Educação Clássica pode por vezes ser descrita como rigorosa e sistemática,[25] separando as crianças e a sua aprendizagem em três categorias rígidas: Gramática, Dialética e Retórica.[26] Charlotte Mason acreditava que todas as crianças nascem como pessoas plenas e devem ser educadas com ideias reais, através do seu ambiente natural, da formação de bons hábitos e da exposição a ideias e conceitos vivos desde o início.[27][28]
- A Educação Clássica muitas vezes introduz a composição escrita mais cedo e a ensina como uma disciplina separada, enquanto Mason depende da narração oral e de uma transição suave para a narração escrita nas séries posteriores, sem estudar a composição como uma disciplina separada até os anos superiores.[29][30]
- A Educação Clássica introduz a gramática formal em uma idade mais precoce do que Mason. Ela acreditava em começar as aulas de gramática com frases inteiras, em vez de partes do discurso.[31]
- A Educação Clássica permite mais explanações parentais e destilação de informações do que Mason.[32]
- A versão da educação clássica desenvolvida por Dorothy L. Sayers depende fortemente da memorização mecânica para crianças pequenas.[33] Os alunos de Mason memorizavam escrituras, poesias e canções,[34] mas ela não valorizava a memorização mecânica apenas para memorizar. Ela acreditava que as crianças deveriam ser alimentadas com as melhores ideias, que ela chamava de “alimento para a mente”. Ela acreditava que mesmo as crianças mais novas deveriam receber “ideias revestidas de fatos” à medida que ocorressem, histórias inspiradoras e pensamentos dignos.[35][36]
- A abordagem da Educação Clássica em The Well Trained Mind (A Mente bem Treinada) baseia-se em livros resumidos e versões simplificadas dos clássicos para crianças mais novas; esta versão da Educação Clássica denomina este período como 'o Estágio da Gramática'.[37] Mason acreditava que as crianças deveriam ser apresentadas aos assuntos por meio de livros vivos, e não pelo uso de "compêndios, resumos ou seleções".[38] Ela usou livros resumidos apenas quando parte do conteúdo era considerada inadequada para crianças. Ela preferia que os pais ou professores lessem em voz alta esses textos (como Plutarco e o Antigo Testamento ), fazendo omissões apenas quando necessário.[39]